# غازي العريضي
غازي العريضي (17 أكتوبر 1954  -) سياسي وكاتب ووزير سابق لبناني شغل عدة مناصب وزارية كان آخرها منصب وزير الأشغال العامة والنقل من 13 يونيو 2011 إلى ديسمبر 2013.

## النشأة
ولد العريضي لأسرة درزية في بيصور في 17 سبتمبر 1954. درس الفيزياء في الجامعة اللبنانية.

## مسيرته
عمل العريضي مدرسا للفيزياء بعد إكمال دراسته، إذ عمل في مدرسة ثانوية في عاليه قبل دخول عالم السياسة. في عام 1972، انضم إلى الحزب التقدمي الاشتراكي برئاسة كمال جنبلاط آنذاك . في عام 1980، بدأ العمل كمبعوث خاص للحركة الوطنية اللبنانية. أصبح سكرتيرا مساعدا للحزب التقدمي الاشتراكي في عام 1983.
تم إرساله إلى الجزائر حيث مكث خلال الغزو الإسرائيلي للبنان. في عام 1991، بدأ العريضي العمل كمستشار سياسي لوليد جنبلاط. عاد إلى لبنان عام 1983 وأطلق محطة إذاعية، باسم صوت الجبل، والتي كانت تعد محطة البث الإذاعي للحزب التقدمي الاشتراكي. عمل مديرا لها حتى إغلاقها في عام 1994.
فاز العريضي بالمقعد الدرزي عن الدائرة الثالثة في بيروت، والذي كان يشغله قبله أكرم شهيب، ليصبح عضوًا في البرلمان عام 2000. كان ضمن قائمة الحريري الانتخابية المسماة «الكرامة».
تم تعيين العريضي لأول مرة وزيراً للإعلام في حكومة رئيس الوزراء رفيق الحريري في تشرين الأول (أكتوبر) 2000. وخدم العريضي في المنصب حتى أبريل 2003. ثم شغل منصب وزير الثقافة في حكومة الحريري الخامسة من 17 أبريل 2003 إلى 7 سبتمبر 2004.
استقال العريضي مع ثلاثة وزراء آخرين، هم وزير الاقتصاد آنذاك مروان حمادة ووزير البيئة فارس بويز ووزير شؤون اللاجئين عبد الله فرحات، من مناصبهم في 7 سبتمبر / أيلول احتجاجًا على التعديل الدستوري الذي مدد ولاية الرئيس آنذاك إميل لحود. وكانوا من بين أعضاء مجلس النواب اللبناني الذين صوتوا ضد تمديد ولاية لحود. ثم حل وزير الدولة كرم كرم محل العريضي وزيرا مؤقتا للثقافة. في الانتخابات البرلمانية لعام 2005، ترشح العريضي على قائمة جنبلاط وفاز بمقعد عن الدائرة الثالثة في بيروت مرة أخرى.
في وقت لاحق شغل العريضي منصب وزير الإعلام في حكومة فؤاد السنيورة حتى عام 2008. بعد ذلك، عيّن وزيراً للأشغال العامة والنقل في حكومة السنيورة في تموز 2008.
وفاز العريضي بمقعد عن دائرة بيروت الثالثة في الانتخابات العامة لعام 2009 ضمن قائمة تحالف 14 آذار. واصل عمله وزيراً للأشغال العامة والنقل في حكومة سعد الحريري من 2009 إلى 2011. وفي مجلس الوزراء، كان عضوا في التجمع الديمقراطي وتحالف الأغلبية.
تم تعيين العريضي مرة أخرى في نفس المنصب في 13 يونيو 2011 في حكومة نجيب ميقاتي. كعضو في الحزب التقدمي الاشتراكي، كان أحد الوزراء الثلاثة الذين عينهم زعيم الحزب وليد جنبلاط في الحكومة. وكان العريضي جزءًا من جبهة النضال الوطني في الحكومة. استقال العريضي من المنصب في ديسمبر 2013.
في مايو 2018، أعلن السفير الفلسطيني في لبنان أشرف دبور أن الرئيس الفلسطيني محمود عباس أمر بمنح الجنسية الفلسطينية لغازي العريضي، “على مواقفه الداعمة دائما للقضية الفلسطينية والشعب الفلسطيني”.

### التحالفات ووجهات النظر
العريضي من أهم مساعدي وليد جنبلاط. بالإضافة إلى ذلك، فقد صار مستشارًا سياسيًا له منذ عام 1991. وذكر العريضي أنه صديق لحسن نصر الله ويحترمه هو وحزب الله.
في حوار له سنة 2021، قال العريضي أن "العدالة في قضية انفجار مرفأ بيروت وإنصاف أهالي الضحايا لا تحتمل الاجتهاد من أي طرف في لبنان"، مشيراً إلى أنه "لا يوجد توافق داخلي على تحقيق دولي" في القضية. وذكر أن الحزب التقدمي الاشتراكي يدعم مقترح رفع الحصانات عن الجميع في قضية انفجار المرفأ. وردا على اتهامات بأن له دور في القضية، أشار إلى أن الباخرة رست في مرفأ بيروت بتاريخ 21/11/2013 لكن حمولتها أفرغت في العنبر رقم 12 بتاريخ 27/6/2014، بينما كان قد استقال من وزارة الأشغال العامة والنقل بتاريخ 16/12/2013. وحول علاقة لبنان بالقوى الكبرى العالمية، قال أن "من الخطأ أن نضع كل رهاناتنا على الدول الكبرى "على الرغم من أهمية دورها وحضورها"، وأشار إلى أنه "تاريخياً، كان هناك ضابط إيقاع خارجي للوضع السياسي في لبنان، على عكس اليوم".
دعى العريضي في مقال له سنة 2019 إلى إنهاء حرب اليمن، وقال: «بعد الاتفاق الإيراني الإماراتي على حماية الحدود البحرية، والتطورات الأخيرة في عدن؛ صار المطلوب هو وقف الحرب في اليمن كلها فوراً.. هذه مصلحة عربية بالكامل، واستمرارها هو هدية للحوثيين والإيرانيين».

### المنشورات
نشر العريضي عدة كتب من بينها: كلمات الزمن الصعب (1992)، وهي مجموعة من خطاباته وتعليقاته السياسية لإذاعة صوت الجبل، و«لبنان: الثمن الكبير للدور الصغير» (1999)، وهو تحليل سياسي للوضع في لبنان والشرق الأوسط. وهذه قائمة كاملة لمنشوراته:
- إدارة الإرهاب: الآثار الكارثية المدمرة لإدارة بوش في العالم وفي الشرق الأوسط، الدار العربية للعلوم ناشرون، 2009.[37]
- لبنان: الثمن الكبير للدور الصغير، بيروت، 1999.[38]
- العرب بين التغيير والفوضى: مقالات، الدار العربية للعلوم ناشرون، بيروت، 2014.[39]
- كلمات الزمن الصعب، لبنان، 1992.[40]
- الإنهيار العربي، الدار العربية للعلوم ناشرون، بيروت، 2018.[41]
- فلسطين: حق لن يموت: مقالات، الدار العربية للعلوم، 2012.[42]
- إسرائيل إلى الأقصى، الدار العربية للعلوم ناشرون، بيروت، 2015.[43]
- إدارة الخراب، الدار العربية للعلوم ناشرون، 2016.[44]
- عرب بلا قضية: مقالات، الدار العربية للعلوم ناشرون، 2013.[45]
- عولمة الفوضى، الدار العربية للعلوم ناشرون، بيروت، 2016.[46]
- من بلفور إلى ترامب، الدار العربية للعلوم ناشرون، بيروت، 2017.[47]
- جورج حاوي في حوارات عن الماضي والحاضر والمستقبل، دار الفارابي (تقديم)[48]
- جبهة التحرير الوطني والسلطة: الجزائر 1962-1992، دار الفارابي، بيروت، 2001.[49]

## الحياة الشخصية
العريضي متزوج من يسرى سلمان وله بنت وولد.